# 리 라이트

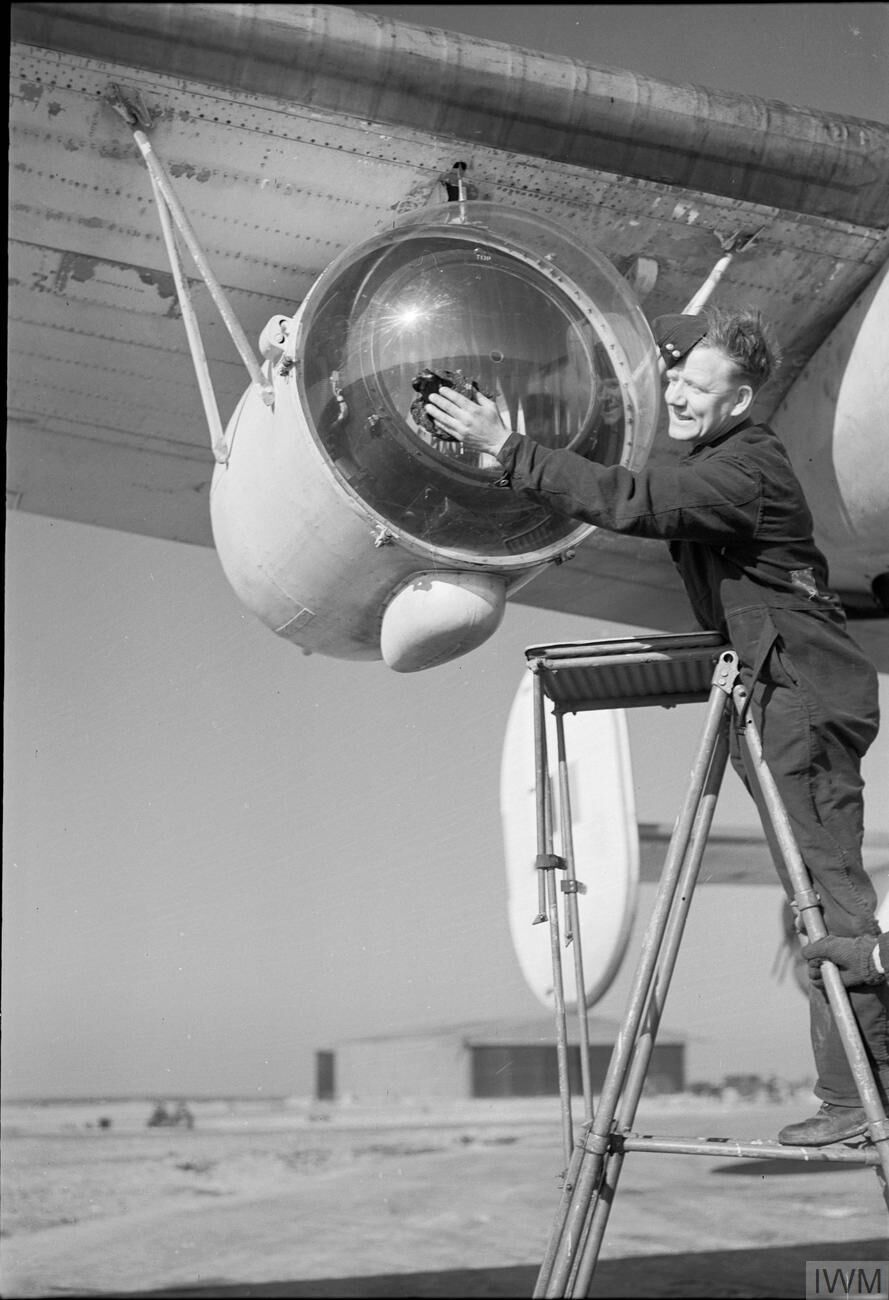

리 라이트(Leigh Light, L/L)는 대서양 전투에서 사용된 영국의 제2차 세계 대전 시대 대잠 장치였다. 이것은 영국 왕립 공군 해안 사령부 순찰 폭격기 다수에 장착된 직경 24인치(610mm)의 강력한(2,200만 칸델라) 호광등 탐조등으로 밤에 수면에 있는 나치 독일 유보트를 탐지하는 데 도움이 되었다.
새로운 공대지 선박(ASV) 레이더를 이용한 이른 밤 작전에서는 레이더의 최소 범위가 약 1km(0.62마일)에 불과해 표적이 레이더 디스플레이에서 사라져도 여전히 보이지 않는다는 것을 의미했다. 이 최소값을 줄이려는 노력은 성공하지 못했기 때문에 편대 사령관 험프리 드 베르드 리(Humphrey de Verd Leigh)는 표적이 레이더에서 사라지려고 할 때 켜지는 탐조등을 사용하는 아이디어를 떠올렸다. 유보트는 잠수할 시간이 부족했고 폭격수는 목표물을 명확하게 볼 수 있었다. 1942년 6월에 도입된 이 장치는 매우 성공적이어서 한동안 독일 잠수함은 적어도 항공기가 접근하는 것을 볼 수 있는 낮 시간에 배터리 충전으로 전환해야 했다.
독일은 ASV와 리 라이트의 결합에 대응하기 위한 노력으로 메톡스(Metox) 레이더 경고 수신기를 출시했다. 메톡스는 레이더를 사용하는 항공기가 접근하고 있다는 조기 경고를 잠수함 승무원에게 제공했다. 레이더 경고 수신기는 레이더가 선박을 탐지할 수 있는 것보다 더 넓은 범위에서 레이더 방출을 탐지할 수 있었기 때문에 종종 유보트가 다이빙할 수 있는 충분한 시간을 제공했다. 이를 예상한 연합군은 센티미터 ASV Mk. III 레이더, 전투 통제권을 되찾았다. 독일 낙소스(Naxos)가 이 레이더에 대응했지만, 이때까지 U 보트 부대는 이미 수리할 수 없을 정도로 피해를 입었다.